# Ant-Man (film)
Pour le personnage, voir Ant-Man.
Série l'univers cinématographique Marvel
Avengers : L'Ère d'Ultron
(2015) Captain America: Civil War
(2016)
Série Ant-Man
Ant-Man et la Guêpe
(2018)
Pour plus de détails, voir Fiche technique et Distribution.
Ant-Man est un film de super-héros américain réalisé par Peyton Reed, sorti en 2015.
Basé sur l'Homme-fourmi (en anglais Ant-Man), personnage des comics Marvel, ce long métrage est le douzième film de l'univers cinématographique Marvel, il clôt la phase deux.
Le film débute à San Francisco, où après 3 ans de prison pour cambriolage, Scott Lang est hébergé par son ancien voisin de cellule Luis. Scott tente ensuite de trouver un emploi, car la désistance lui permettrait d'obtenir un droit de visite de sa fille Cassie, âgée de 7 ans, auprès de son ex-femme Maggie, qui s'est recasée avec le policier Paxton. Pendant ce temps, le Dr Henry « Hank » Pym sort de sa retraite, invité par le docteur Darren Cross, son ancien assistant qui l'a évincé de la direction de Pym Technologies, à assister à la démonstration de son nouveau projet : le Yellowjacket, un costume permettant de réduire la taille de son porteur à celle d'un insecte, comme le légendaire super-héros Ant-Man dont il s'inspire. Hope van Dyne est la seule à savoir que son père Hank a réellement été Ant-Man et ce en duo avec sa mère Janet, alias la Guêpe. Hank réalise l'urgente nécessité de protéger le secret de son costume, pour éviter le pire, en détruisant le Yellowjacket et toutes les données du projet. Pour cela, il doit faire en sorte que Scott devienne son successeur et le héros qui est en lui.

## Synopsis

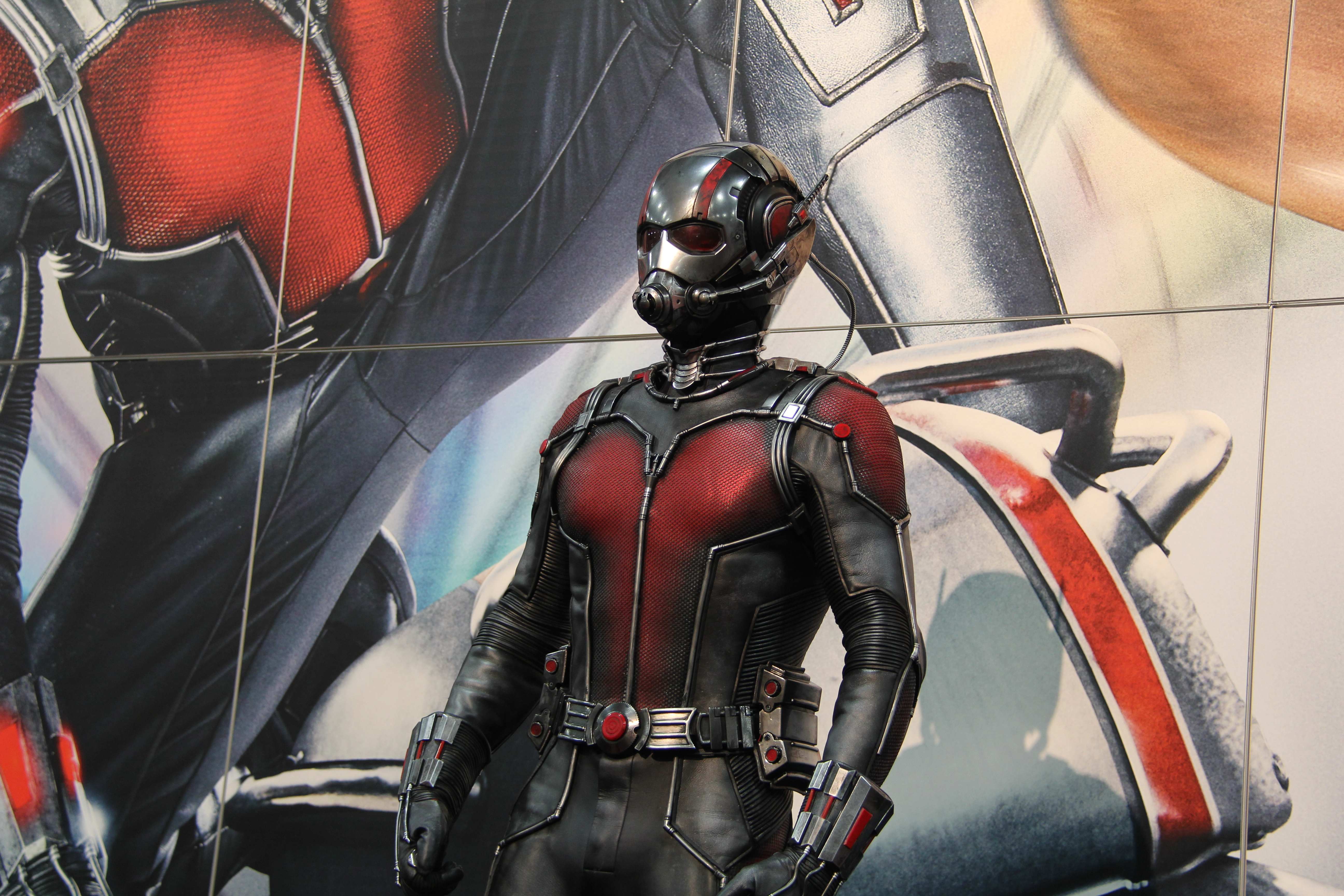
Ant-Man tel qu'il apparaît dans le film.

En 1989, au Triskel, le Dr Hank Pym (alias Ant-Man) découvre que le conseil restreint du SHIELD, formé d'Howard Stark, Peggy Carter et Mitchell Carson (responsable de la défense du SHIELD), essaie de reproduire en secret la formule basée sur la particule de Pym. Il s'agit d'une particule qui influe sur la distance séparant les atomes, en augmentant également leurs densités et leurs forces afin de modifier la taille d'une personne. Pym, n'ayant aucune confiance en Stark, décide de rompre tout contact direct avec le SHIELD, de maintenir le secret autour de sa formule et de créer sa propre entreprise, Pym Tech.
De nos jours, à San Francisco, Scott Lang est un cambrioleur sortant de trois ans de détention à la prison d'État de San Quentin après avoir détourné les fonds du parachute doré offert à un milliardaire. Dès sa sortie, il jure de tourner la page de sa carrière criminelle et de revenir dans le droit chemin pour avoir le droit de revoir sa fille Cassie, qui s'apprête à fêter ses 7 ans. Mais son casier judiciaire lui fait de l'ombre et afin de gagner de l'argent, il est obligé de renouer avec son ancien associé Luis et d'accepter une affaire en apparence simple : cambrioler un coffre-fort dans une maison des beaux quartiers dont le propriétaire est absent pour quelques jours. Scott met en place un plan, parvient à ouvrir le coffre non sans mal mais n'y trouve qu'une vieille combinaison, qu'il emporte malgré tout. Quand il l'enfile, Scott découvre son pouvoir de rétrécissement qui l'effraie mais il entend la voix de Hank Pym le guider. Scott refuse de garder la combinaison et la remet en place dans le coffre-fort mais il est attendu par la police à sa sortie et par le nouveau compagnon de son ex-femme, James Paxton, policier. Cependant, Hank vient l'aider à s'évader en lui redonnant la combinaison, à taille réduite, grâce à des fourmis. Pendant son évasion sur le dos d'une fourmi volante, Scott est secoué et perd connaissance.
À son réveil, Scott est chez Hank sous sa surveillance et celle de sa fille Hope. Ils lui expliquent la situation : Pym Tech est maintenant aux mains de son ancien protégé, Darren Cross, voulant à tout prix reproduire la particule de Pym. Or, Hope a découvert qu'il est sur le point de réussir. Pour empêcher cela, Pym compte sur les talents de cambrioleur et l'esprit de rébellion de Scott pour infiltrer le bâtiment, voler le costume du « Yellowjacket » (que Cross a développé pour ses particules) et détruire toutes les données. Il a ainsi planifié le cambriolage de sa propre maison pour forcer la main de Scott. Réticent, celui-ci finit par accepter et commence à s'entrainer à la pleine maîtrise des connaissances de Pym : contrôle du changement de taille, combat au corps à corps et aux armes de lancer, communication avec les fourmis grâce à une oreillette.
En côtoyant les Pym, Scott comprend peu à peu la relation tumultueuse entre le père et la fille, Hank refusant de voir sa fille enfiler le costume et Hope lassée des secrets que garde son père autour de la mort de Janet van Dyne, la mère de Hope. Scott fait réaliser à Hope que si Hank l'a choisi au lieu d'elle, c'est parce qu'il ne veut pas risquer de perdre sa fille. Hank finit par révéler la vérité autour de la mort de Janet : grâce à leurs combinaisons, ils formaient ensemble un couple d'espions (Ant-Man et la Guêpe) pour le SHIELD. En 1987, des séparatistes s'étaient emparés d'un silo atomique à Koursk, et ils avaient lancé un missile balistique contre les États-Unis. Pour parvenir à forcer le blindage du missile, Janet a dû se réduire à l'échelle subatomique, la condamnant à être réduite pour l'éternité dans ce qui semble être une autre dimension, appelée le « Royaume quantique » (ou Dimension subatomique). Elle parvint malgré tout à désactiver le missile, qui tomba dans l'océan.
Hank a une dernière mission pour Scott avant le braquage : récupérer un dispositif énergétique stocké dans un entrepôt abandonné d'Howard Stark au nord de l'État de New York. Ils ignorent cependant que le bâtiment a été réhabilité pour être le nouveau quartier général des Avengers. Malgré l'ordre de Hank et Hope qui lui demandent d'abandonner, Scott se retrouve à affronter Sam Wilson (le Faucon), qui gardait le bâtiment, et doit endommager son équipement pour parvenir à ses fins.
Cross parvient finalement à reproduire la particule de Pym. Il convie alors Hank pour la soirée d'annonce, espérant également un peu de reconnaissance de son ancien mentor, mais si Hank accepte l'invitation, il repousse encore Cross. Pressentant le coup fourré, Cross informe Hope qu'il va renforcer la sécurité de Pym Tech. Devant ces nouveaux obstacles, Scott doit rappeler ses associés pour mettre au point un plan d'infiltration plus élaboré. Lors de la soirée, Hank se rend donc chez Pym Tech. Scott parvient avec l'aide des fourmis à détruire les serveurs de données de Pym Tech. Hank découvre que Cross s'apprête à vendre les plans à Mitchell Carson (présent en tant qu'intermédiaire pour HYDRA), tout en gardant le contrôle de l'approvisionnement en particules de Pym. Alors que les associés de Scott sont retardés par Paxton, qui a découvert l'implication de Hank dans l'évasion de Scott, celui-ci parvient non sans mal à atteindre la pièce blindée où est stocké le Yellowjacket, mais découvre que Cross avait tout compris depuis longtemps et que tout ceci n'était qu'un piège pour récupérer le costume d'Ant-Man. Scott réussit à se libérer. S'ensuivent ensuite des coups de feu, et Cross tire sur Hank à l'épaule avant de s'enfuir.
Hope reste pour aider son père et Scott se fraie un chemin vers l'hélicoptère de Cross alors que Pym Tech est réduit à l'échelle subatomique. Cross répond en enfilant le Yellowjacket. Commence alors un affrontement dans l'hélicoptère en plein vol entre les deux hommes qui utilisent le changement de taille et leur force. Ils se retrouvent enfermés dans une mallette qui tombe en plein dans la piscine du jardin d'une maison. Le combat se poursuit jusqu'à ce que Cross soit pris dans un piège à moustiques. Scott est alors arrêté par Paxton, dépassé par ce qu'il vient de voir, mais quand Cross reprend ses esprits et se rend chez l'ex-femme de Lang pour prendre Cassie en otage, Scott se libère dans la voiture de police et reprend le combat dans la chambre de la petite fille. Finalement, pour détruire le Yellowjacket, et Cross avec, Scott doit se réduire à l'échelle subatomique pour franchir la paroi de métal et endommager les circuits de la combinaison. Ce faisant, il se retrouve à son tour aspiré dans une réalité où les concepts de temps et d'espace n'ont plus la moindre signification, comme Janet autrefois. Il parvient cependant à en sortir en remplaçant le régulateur de taille par un disque de lancer qui lui permet de reprendre une taille normale instantanément. Paxton le laisse fuir et couvre ses arrières en faisant clore l'enquête sur son évasion.
De retour dans la maison de Pym, Hank est fasciné et rassuré d'apprendre qu'il est possible de revenir de cette autre dimension ; cependant, Scott n'a gardé aucun souvenir précis de cette expérience, ce que Pym met sur le compte du côté abstrait d'un voyage d'une telle nature. Hank découvre ensuite Scott et Hope en train de s'embrasser, ce qui le met mal à l'aise. Scott parvient à s'entendre avec Paxton et Maggie pour un droit de visite pour Cassie. Mais Luis a une nouvelle pour Scott : Sam Wilson le cherche.
Scène inter-générique
Hank, ayant vu qu'il est possible de se réduire à une taille subatomique sans risquer d'être coincé, révèle à Hope qu'il existe une nouvelle combinaison de la Guêpe, conçue à l'origine pour Janet, et qu'elle doit maintenant revenir à Hope.
Scène post-générique
Steve Rogers et Sam Wilson se trouvent avec Bucky, le bras coincé dans un étau, dans un hangar. Steve dit qu'ils ne doivent pas en parler à Tony, mais Sam réplique qu'il connait quelqu'un qui pourrait les aider.

## Fiche technique
- Titre original et français : Ant-Man
- Réalisation : Peyton Reed
- Scénario : Edgar Wright, Joe Cornish, Adam McKay et Paul Rudd, d'après une histoire d'Edgar Wright et Joe Cornish, d'après le personnage Ant-Man créé par Stan Lee, Larry Lieber et Jack Kirby
- Musique : Christophe Beck
- Direction artistique : Cameron Beasley, Nigel Churcher (en), Jann K. Engel, David Lazan et Justin O'Neal Miller
- Décors : Shepherd Frankel et Marcus Rowland
- Costumes : Sammy Sheldon Differ
- Photographie : Russell Carpenter
- Son : Dan Abrams, Scott Hinkley, Tom Johnson, Juan Peralta, Steve Schatz
- Montage : Dan Lebental et Colby Parker Jr.
- Production : Kevin Feige
  - Production déléguée : Stan Lee, Victoria Alonso, Louis D'Esposito (es), Alan Fine (en), Michael Grillo et Edgar Wright
  - Production associée : Lars P. Winther et Leo Thompson[2]
  - Coproduction : David J. Grant et Brad Winderbaum
- Sociétés de production[3] : Marvel Studios et Walt Disney Pictures, Gary Sanchez Productions (non crédité)
- Société de distribution : Walt Disney Studios Motion Pictures
- Budget : 130 millions de $[4]
- Pays de production :  États-Unis
- Langue originale : anglais
- Format[5] : couleur — numérique — 1,85:1 — son Datasat | Dolby Digital | Dolby Atmos | Dolby Surround 7.1
- Genre : action, aventures, science-fiction, comédie, super-héros
- Durée : 117 minutes
- Dates de sortie[6] :
  - États-Unis : 29 juin 2015 (première mondiale à Los Angeles)[7] ; 17 juillet 2015 (sortie nationale)[8] ; 1er septembre 2018 (ressortie en version IMAX) ; 12 novembre 2019 (sortie sur Disney+)
  - Québec : 14 juillet 2015 (Festival international du film FanTasia) ; 17 juillet 2015 (sortie nationale)[9]
  - France : 14 juillet 2015
  - Belgique, Suisse romande : 15 juillet 2015[10],[11]
- Classification[12] :
  - États-Unis : accord parental recommandé, film déconseillé aux moins de 13 ans (PG-13 - Parents Strongly Cautioned)[Note 2]
  - France : tous publics[13]
  - Belgique : tous publics (Alle Leeftijden)[10]
  - Suisse romande : interdit aux moins de 10 ans[14]
  - Québec : tous publics - déconseillé aux jeunes enfants (G - General Rating)[9]

## Distribution
- Paul Rudd[15] (VF : Damien Boisseau ; VQ : Patrice Dubois) : Scott Lang / Ant-Man

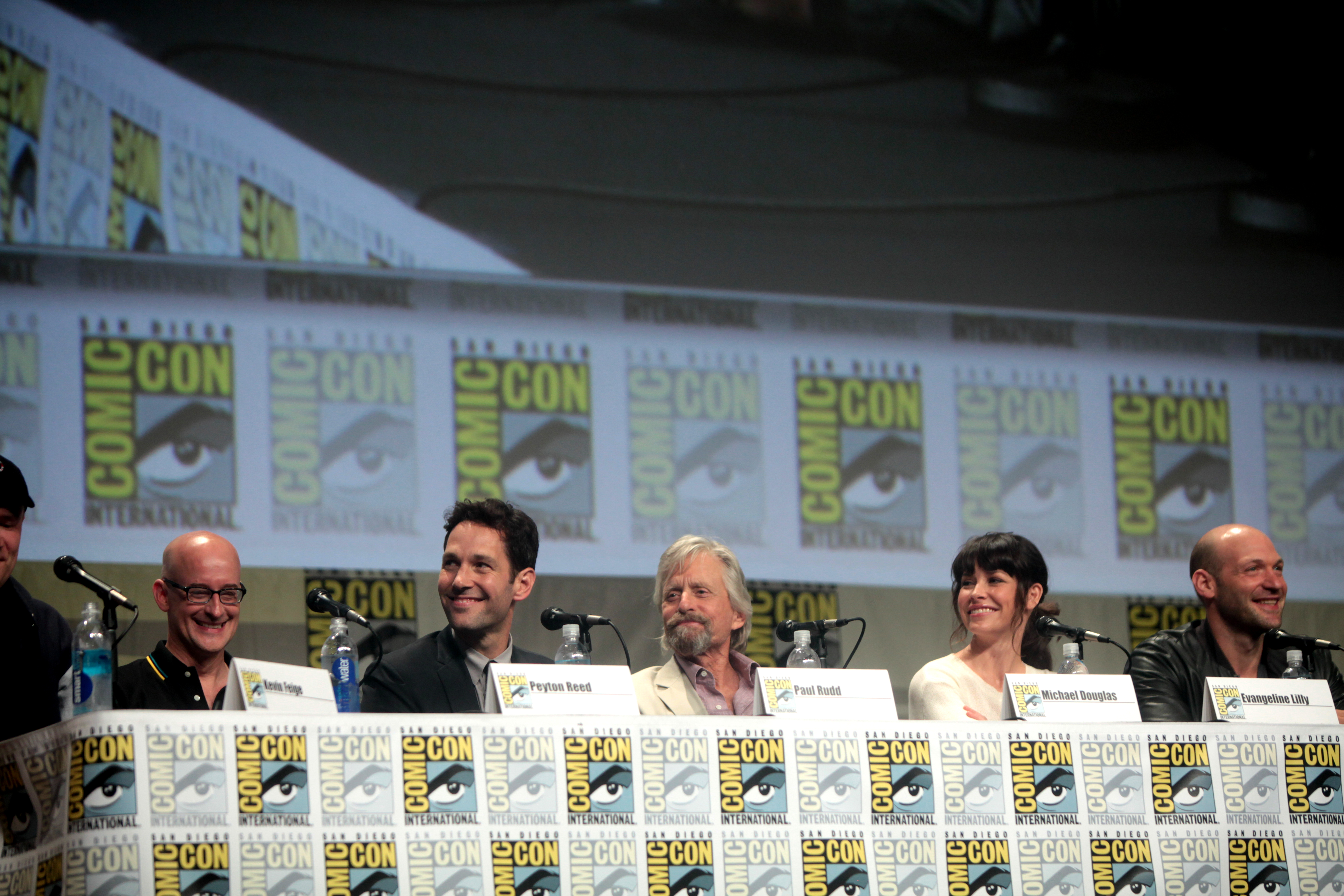
Une partie de la distribution au Comic-Con 2014.

- Evangeline Lilly[16] (VF : Vanina Pradier ; VQ : Isabelle Leyrolles) : Hope van Dyne, fille de Hank Pym[17]
- Michael Douglas[18] (VF : Patrick Floersheim ; VQ : Jacques Lavallée) : Dr Henry « Hank » Pym / l'ancien Ant-Man
- Corey Stoll[19] (VF : Pierre Tessier ; VQ : Adrien Bletton) : Darren Cross / le Yellowjacket[17]
- Bobby Cannavale[20] (VF : Gilles Morvan ; VQ : Thiéry Dubé) : James Paxton
- Michael Peña[21] (VF : Emmanuel Garijo ; VQ : Hugolin Chevrette-Landesque) : Luis
- T.I.[22] (VF : Bruno Henry ; VQ : Renaud Paradis) : Dave
- Anthony Mackie (VF : Jean-Baptiste Anoumon ; VQ : Michel M. Lapointe) : Sam Wilson / le Faucon
- Wood Harris (VF : Christophe Peyroux ; VQ : Benoît Éthier) : Gale[23]
- Judy Greer (VF : Anne Massoteau ; VQ : Julie Burroughs) : Maggie Rae Lang[24]
- Abby Ryder Fortson (VF : Pénélope Siclay-Couvreur ; VQ : Marine Guérin) : Cassandra « Cassie » Lang
- David Dastmalchian (VF : Sébastien Desjours ; VQ : Dany Boudreault) : Kurt
- Martin Donovan (VF : Gabriel Le Doze ; VQ : François Trudel) : Mitchell Carson, responsable de la défense du SHIELD puis agent d'HYDRA
- Hayley Atwell[25] (VF : France Renard ; VQ : Catherine Proulx-Lemay) : Peggy Carter
- John Slattery (VF : Nicolas Marié ; VQ : Frédéric Desager) : Howard Stark, directeur du SHIELD[20]
- Joe Chrest (VF : Mathieu Buscatto ; VQ : Jean-Jacques Lamothe) : Frank
- Gregg Turkington (VF : Patrick Osmond ; VQ : Alain Zouvi) : Dale
- Hayley Lovitt (en) : Janet Van Dyne / la Guêpe (flashback)
- Garrett Morris : le conducteur de taxi
- Anna Akana : la journaliste en contact avec les Avengers
- Stan Lee : le barman (caméo)
- Chris Evans (VF : Alexandre Gillet ; VQ : Alexandre Fortin) : Steve Rogers / Captain America (scène post-générique, non crédité, images tirées du film Captain America: Civil War)
- Sebastian Stan : James « Bucky » Barnes / le Soldat de l'hiver (scène post-générique, non crédité, images tirées du film Captain America: Civil War)

 Source et légende : version française (VF) sur RS Doublage et AlloDoublage ; version québécoise (VQ) sur Doublage Québec

Photos des acteurs principaux
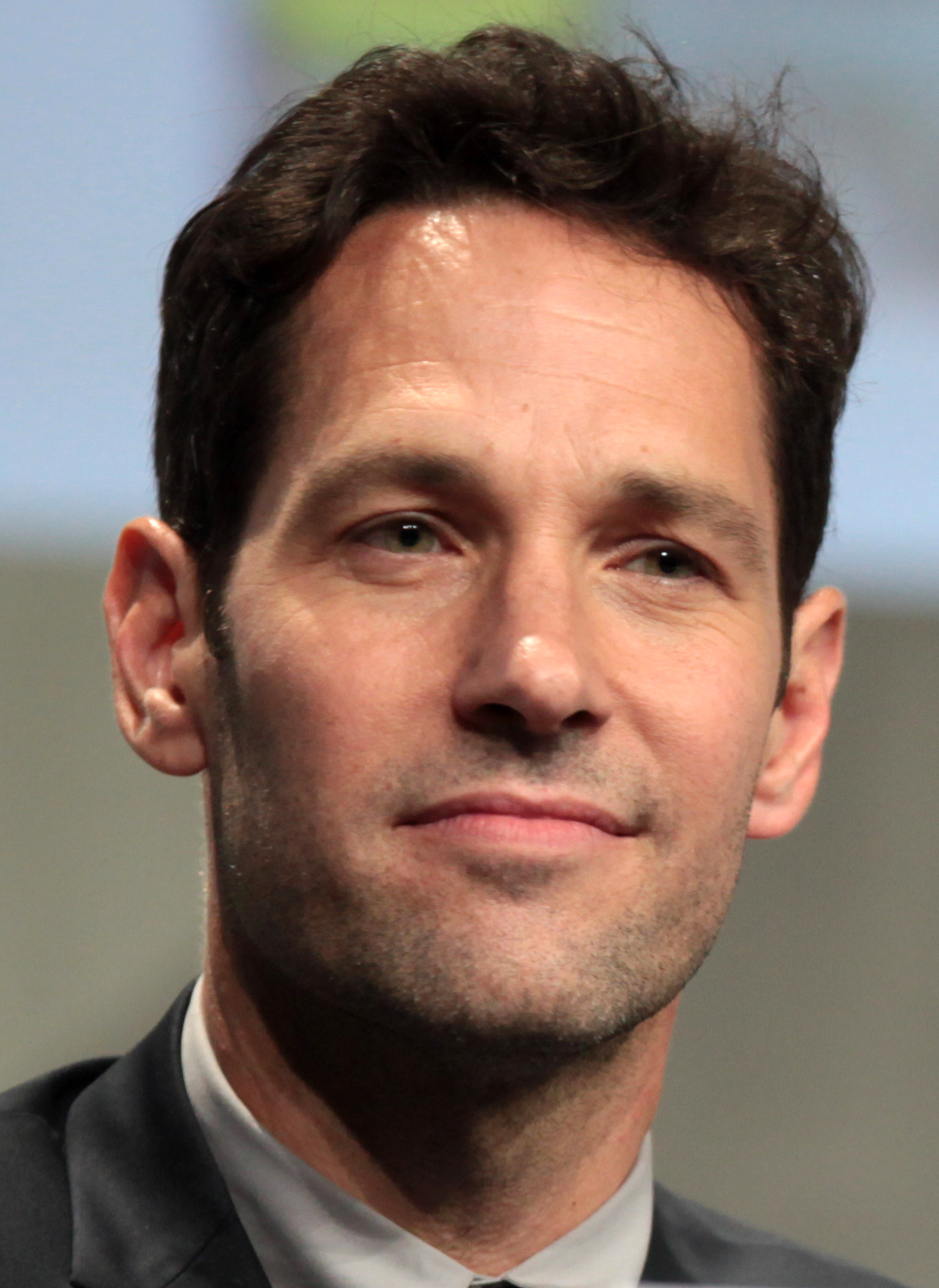
Paul Rudd
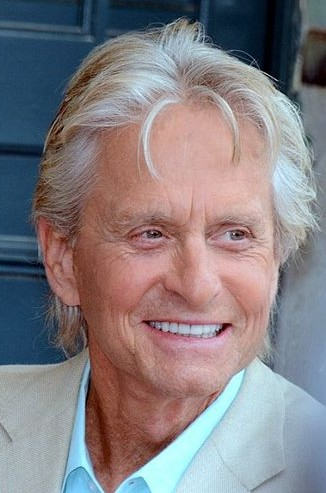
Michael Douglas
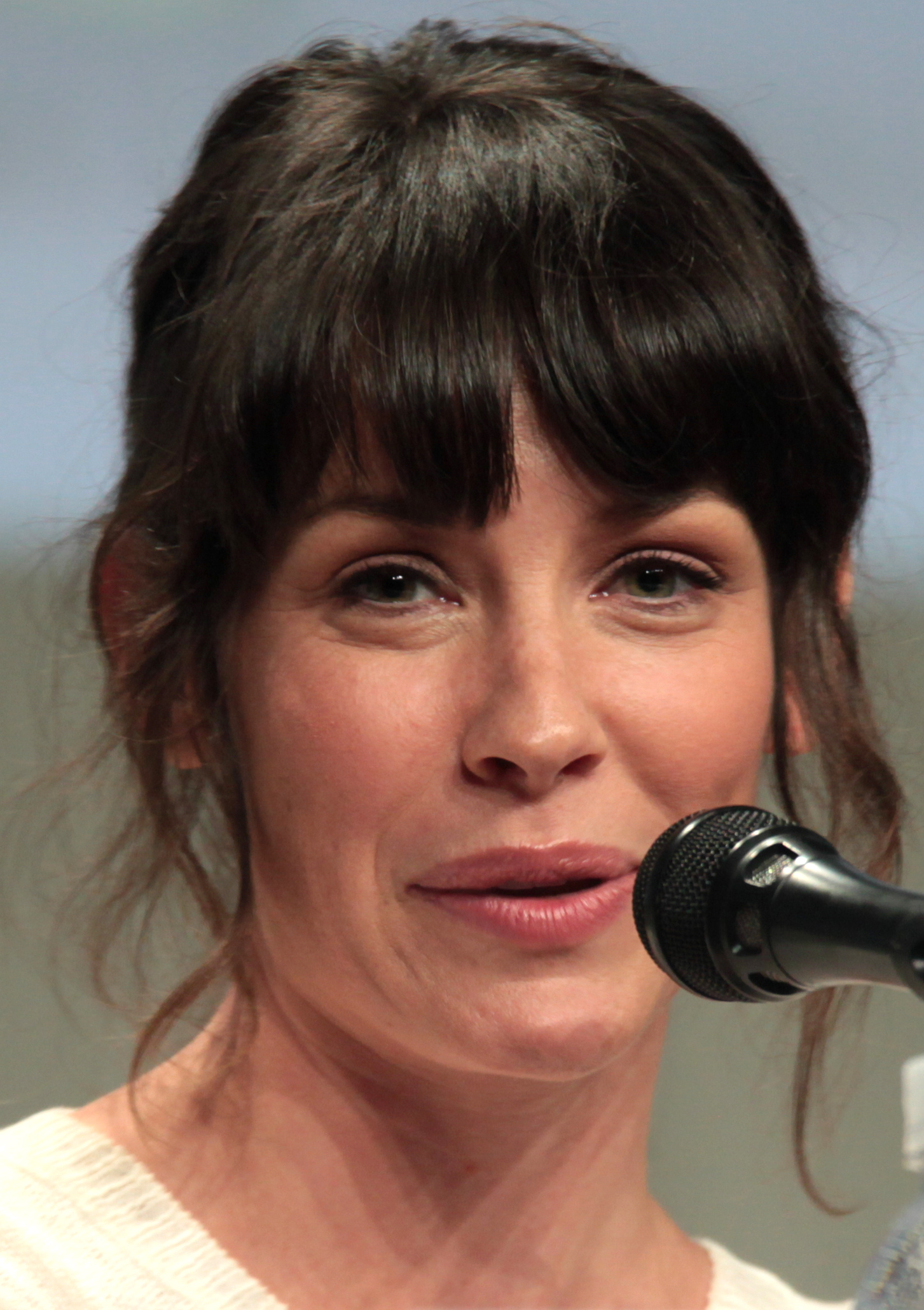
Evangeline Lilly
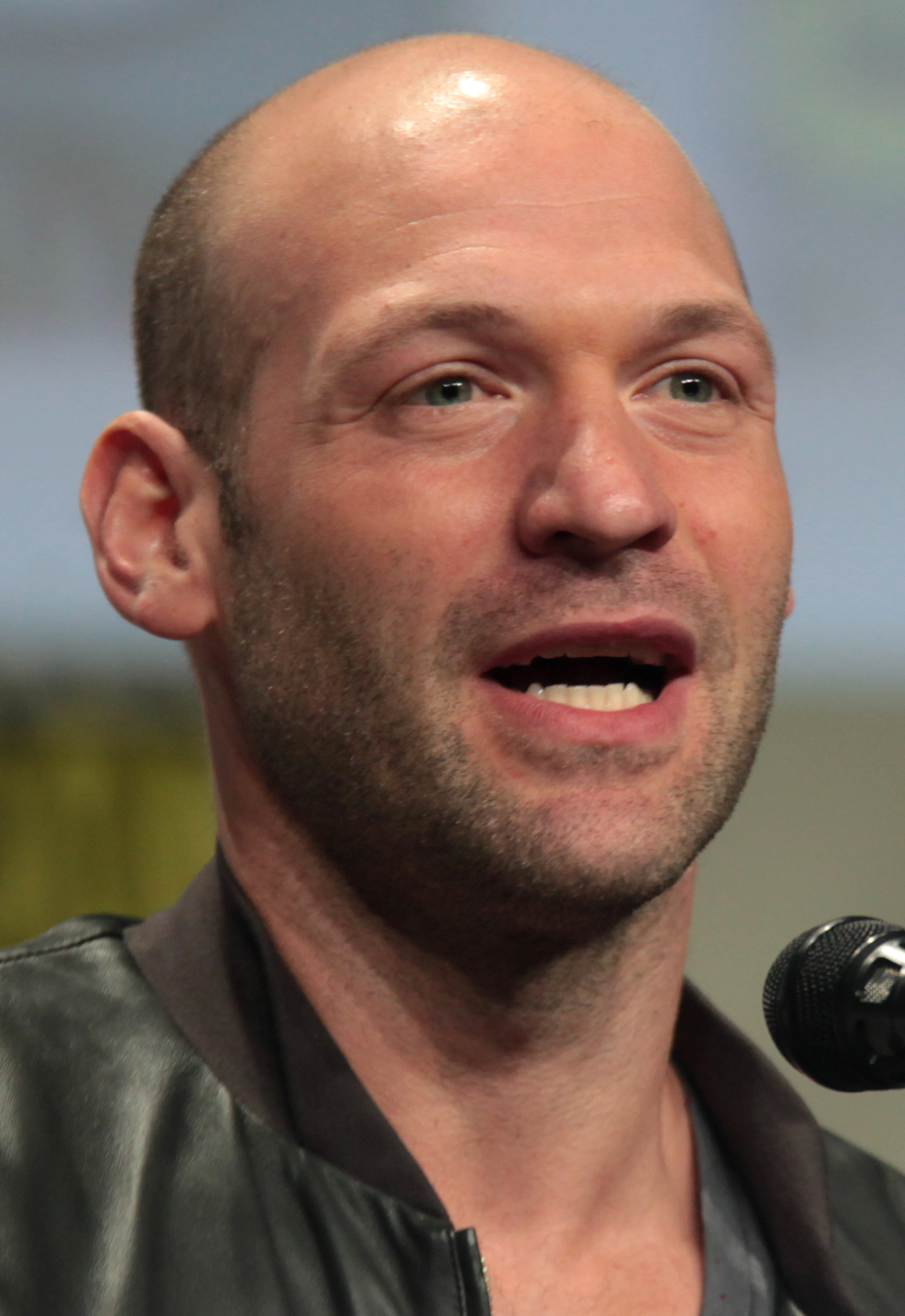
Corey Stoll
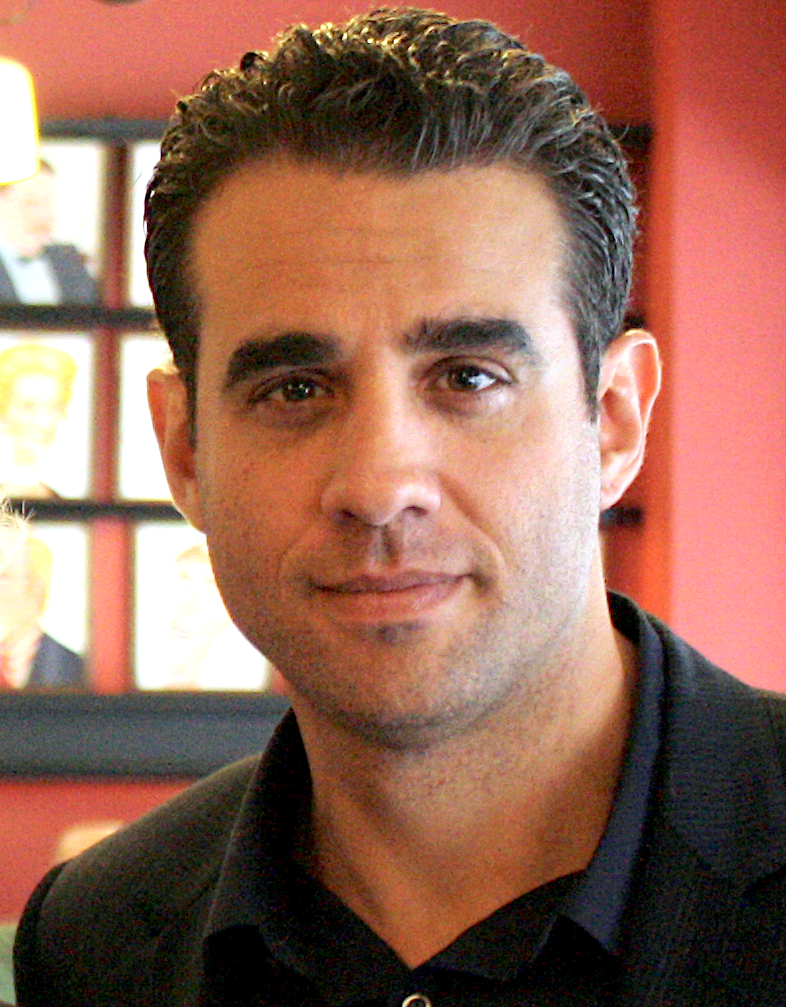
Bobby Cannavale
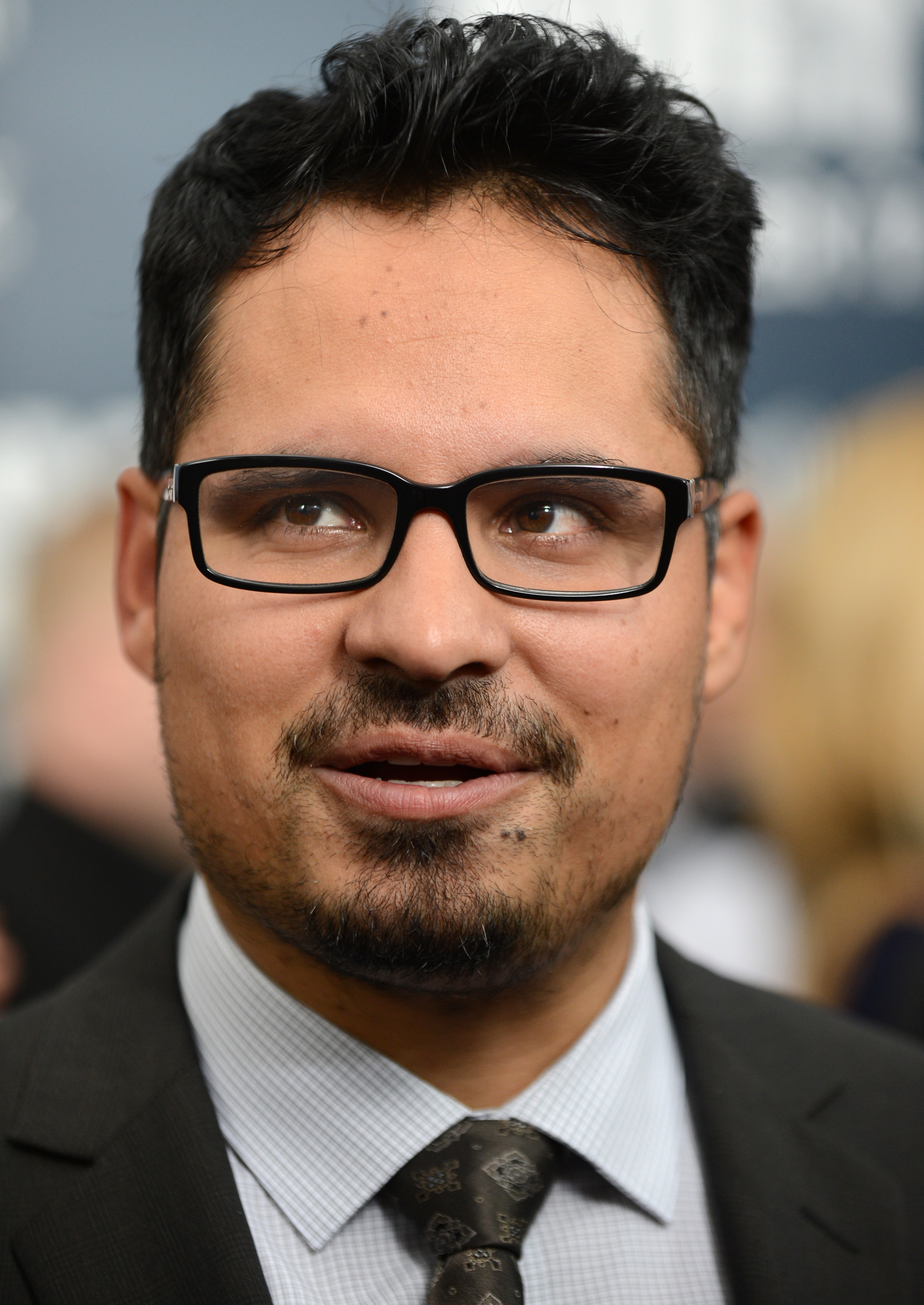
Michael Peña
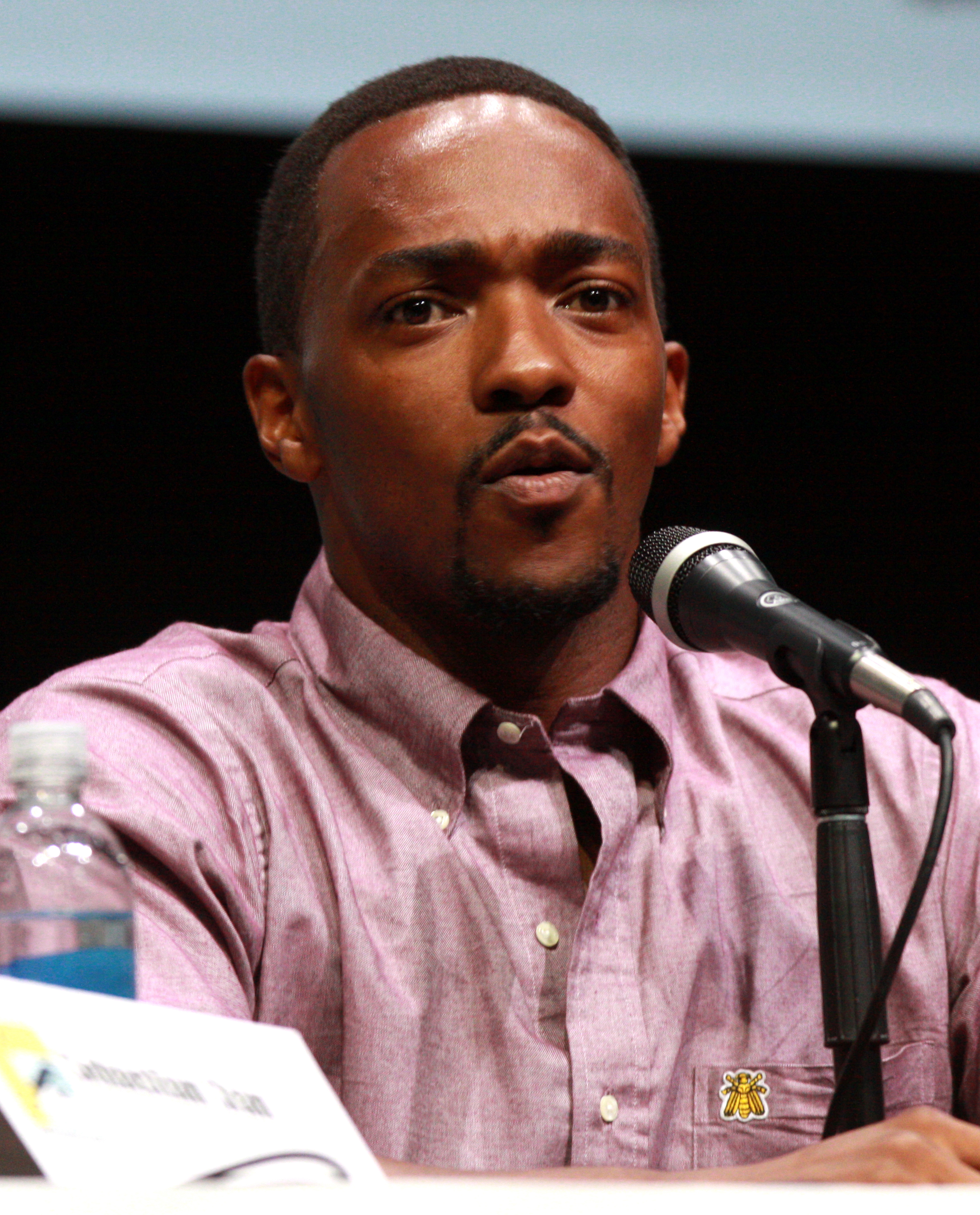
Anthony Mackie
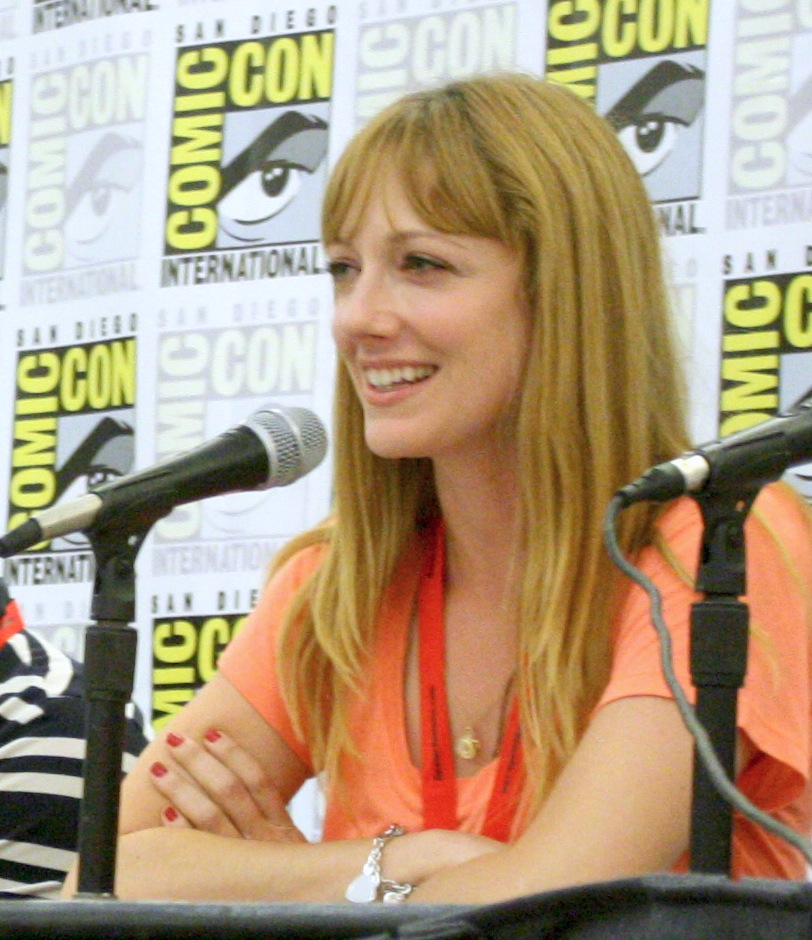
Judy Greer

## Production

### Développement
| |  |  |
| Le scénariste-réalisateur Edgar Wright (à gauche) quitte le projet pour divergences créatives. Il est finalement remplacé par Peyton Reed. |  |  |

L'idée d'adapter Ant-Man à l'écran est lancée dès 2006, avant la décision d'adapter les Avengers et de créer l'Univers cinématographique Marvel.
En juillet 2009, Edgar Wright annonce qu'il s'occupera du film après avoir terminé Scott Pilgrim.
En avril 2010, Kevin Feige, président de  Marvel Studios, pense que le film pourra entrer en production après Avengers.
En juillet 2011, Edgar Wright annonce que les personnages de Hank Pym et Scott Lang, les deux premières incarnations de l'Homme-Fourmi, seront inclus dans l'adaptation des aventures du héros.
Après avoir repoussé la date de sortie de nombreuses fois, Edgar Wright annonce en décembre 2012 que le film Ant-Man fera partie de la phase III de l'Univers cinématographique Marvel. Finalement Edgar Wright déclare qu'Ant-man conclura la phase II. La sortie est fixée au 6 novembre 2015.
En mai 2013, Wright annonce qu'il doit réécrire le scénario avec Joe Cornish afin que le film puisse correspondre à l'univers Marvel déjà en place.
En septembre 2013, la date de sortie est avancée au 31 juillet 2015, trois mois après Avengers : L'Ère d'Ultron.
En janvier 2014, la date de sortie est de nouveau avancée. Elle prend l'ancienne date du film de Zack Snyder, Batman v Superman : L'Aube de la justice, le 17 juillet 2015. Le film sortira en France le 14 juillet de la même année.
En mai 2014, Marvel annonce qu'à la suite de différends artistiques entre Edgar Wright et la production, le contrat a été rompu à l'amiable ; il reste néanmoins crédité comme l'un des scénaristes du film. Dans une interview au journal Le Monde, le réalisateur David Cronenberg précise un peu plus les faits :
« J'ai un ami, Edgar Wright, qui a passé sept ans sur Ant-Man, puis la compagnie de jouets Mattel lui a annoncé qu'un personnage féminin était nécessaire dans son scénario pour fabriquer une figurine que la compagnie de jouets tenait à commercialiser. Mon ami a renoncé : il n'y avait pas de place pour ce personnage dans ce scénario, cela n'avait aucun sens. »
Marvel maintient la date de sortie et commence alors les négociations avec plusieurs réalisateurs, dont Adam McKay  et Rawson Thurber, sans succès. Après plusieurs refus de metteurs en scène, Peyton Reed, David Wain, Nicholas Stoller et Michael Dowse sont évoqués pour prendre ainsi la relève d'Edgar Wright. Mi-juin, Peyton Reed est finalement confirmé comme réalisateur.

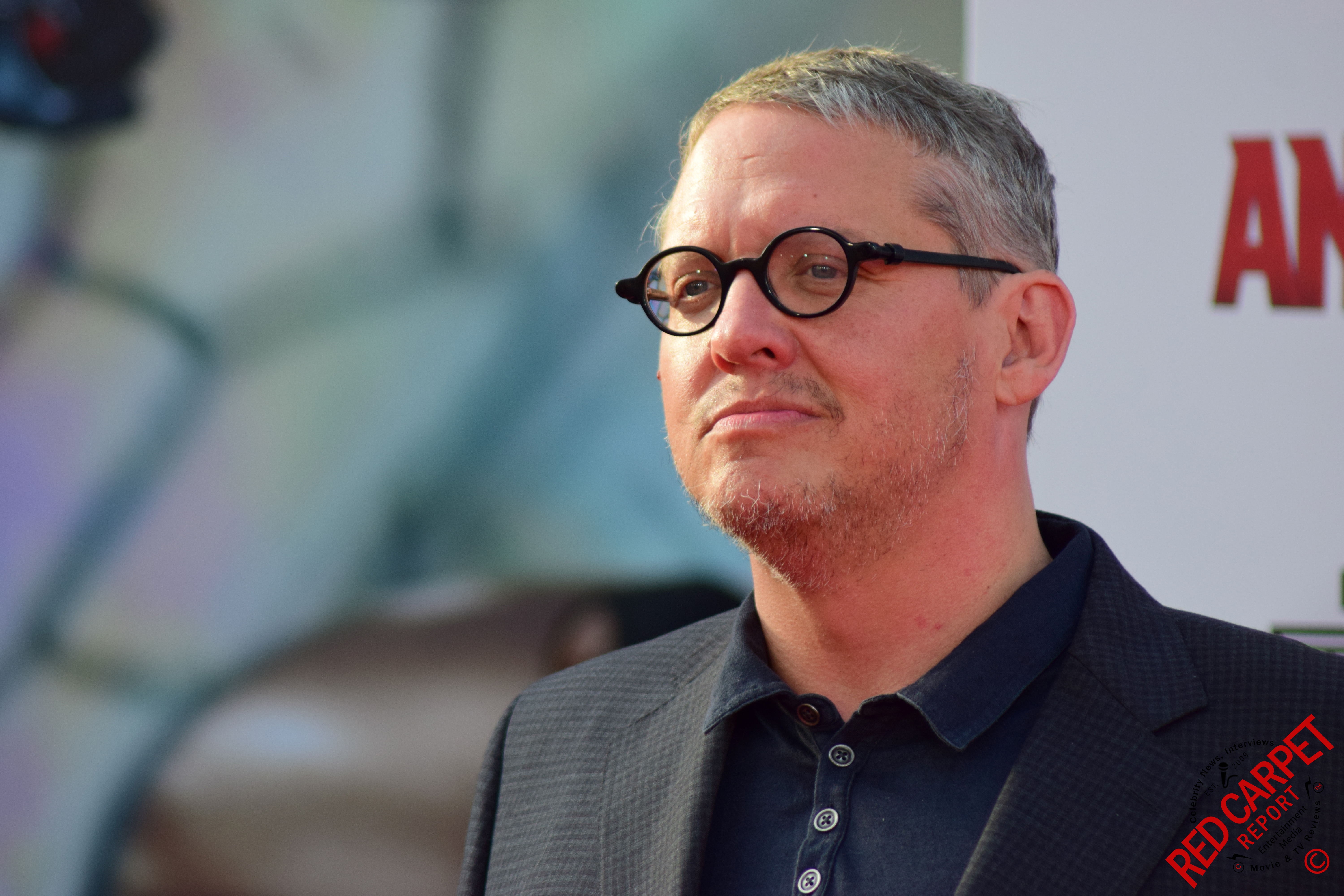
Le scénariste/réalisateur de comédies Adam McKay contribue au scénario après le départ d'Edgar Wright.

À la suite du changement de réalisateur, de nouveaux scénaristes retravaillent le script : Gabriel Ferrari, Andrew Barrer et Adam McKay. Dans une interview donnée à Collider, Adam McKay explique que Paul Rudd a également participé aux réécritures : « Paul Rudd m'a appelé après qu'Edgar Wright a quitté le projet et m'a raconté ce qu'il se passait. J'ai rencontré Marvel et j'avais des doutes car Edgar est mon ami et je ne savais pas ce qui était arrivé, et quand j'ai su qu'Edgar avait eu des différends, et que j'ai vu leur matériel, j'ai pensé : « mon dieu, c'est vraiment sympa ». Je ne voulais pas réaliser le film, j'avais trop de projets en cours et c'était trop serré, mais j'ai pensé « je peux réécrire [le script], et y ajouter de bonnes choses » ». McKay explique ce qu'ils ont rajouté au script précédent : « nous avons ajouté des scènes d'action. J'ai grandi avec les comics Marvel, donc le geek en moi était sur un petit nuage quand j'ai dû ajouter cette géante scène d'action au film ; j'étais très excité. On l'a donc fait, on a ajouté de l'action cool. Il y en avait beaucoup déjà présentes avec ce qu'Edgar avait fait, il y a beaucoup de dialogues et de personnages qui sont encore là ».

### Attribution des rôles
Joseph Gordon-Levitt et Paul Rudd sont les deux favoris pour endosser le costume d'Ant-Man. Rashida Jones, quant à elle, est pressentie pour jouer le rôle de Janet Van Dyne.
En décembre 2013, Paul Rudd est officiellement choisi pour incarner Scott Lang.
En janvier 2014, Michael Douglas intègre la distribution en obtenant le rôle d'Hank Pym. Michael Peña et Clifton Collins Jr. intègrent, eux aussi, la distribution pour des rôles encore inconnus.
Un mois plus tard, Evangeline Lilly est en lice pour jouer le rôle principal féminin, suivi de l'ajout de Patrick Wilson à la distribution pour un rôle encore inconnu.
En mars 2014, Corey Stoll décroche un rôle secret  puis, le mois suivant, Matt Gerald décroche le rôle d'un méchant.
En juillet 2014, Marvel annonce que le film perd trois de ses acteurs : Patrick Wilson, à cause de son emploi du temps, Kevin Weisman et Matt Gerald car les personnages qu'ils auraient interprété n'ont pas été retenus dans la nouvelle version du scénario.
Les rôles d'Evangeline Lilly et de Corey Stoll sont dévoilés lors du Comic-Con 2014 : la première joue Hope Van Dyne, fille du Dr Hank Pym et de Janet Van Dyne, et le second interprète le rôle de Darren Cross, revêtant également le costume de Yellowjacket.
En août 2014, la distribution se remplit avec le retour de John Slattery dans le rôle d'Howard Stark qu'il tenait déjà dans Iron Man 2, et l'arrivée de Bobby Cannavale, Abby Ryder Forston et Judy Greer.

### Tournage
Le tournage du film débute le 18 août 2014 à San Francisco et s'achève le 5 décembre 2014.
Le tournage a également lieu aux Pinewood Atlanta Studios à Fayetteville et Atlanta, dans l'État de Géorgie. C'est le premier film tourné dans ces studios.
En mars 2015, alors que le tournage est terminé depuis décembre 2014, Marvel annonce que des scènes supplémentaires vont être tournées afin de rapprocher de la vision du film qu'avait Edgar Wright.

## Musique
Albums de Christophe Beck
Hot Pursuit
(2015) Snoopy et les Peanuts, le film
(2015)
Bandes originales de l'Univers cinématographique Marvel
Avengers : L'Ère d'Ultron
(2015) Captain America: Civil War
(2016)
La musique du film est composée par Christophe Beck. On retrouve également sur l'album des titres non originaux comme Escape de Roy Ayers (extrait de la bande originale de Coffy, la panthère noire de Harlem) et I'm Ready des Commodores. Dans le film, on peut entendre Plainsong de The Cure, mais le titre n'apparait pas sur l'album.
Toute la musique est composée par Christophe Beck, sauf exceptions notées.
| Liste des titres | Liste des titres | Liste des titres | Liste des titres | Liste des titres | Liste des titres | Liste des titres | Liste des titres | Liste des titres | Liste des titres |
| No               | Titre | Interprètes      | Durée            |                  |                  |                  |                  |                  |                  |
| ---------------- | --- | ---------------- | ---------------- | ---------------- | ---------------- | ---------------- | ---------------- | ---------------- | ---------------- |
| 1.               | Theme from Ant-Man |                  | 2:46             |                  |                  |                  |                  |                  |                  |
| 2.               | Honey, I Shrunk Myself |                  | 2:29             |                  |                  |                  |                  |                  |                  |
| 3.               | Escape from Jail |                  | 1:51             |                  |                  |                  |                  |                  |                  |
| 4.               | Ant 247 |                  | 1:13             |                  |                  |                  |                  |                  |                  |
| 5.               | Paraponera Clavata |                  | 1:24             |                  |                  |                  |                  |                  |                  |
| 6.               | San Francisco, 1987 |                  | 2:37             |                  |                  |                  |                  |                  |                  |
| 7.               | I'll Call Him Antony |                  | 2:50             |                  |                  |                  |                  |                  |                  |
| 8.               | Tiny Telepathy |                  | 2:02             |                  |                  |                  |                  |                  |                  |
| 9.               | First Mission (Contient des éléments du thème The Avengers d'Alan Silvestri et du Falcon theme de Captain America : Le Soldat de l'hiver de Henry Jackman) |                  | 3:23             |                  |                  |                  |                  |                  |                  |
| 10.              | Signal Decoy |                  | 0:51             |                  |                  |                  |                  |                  |                  |
| 11.              | Old Man Have Safe |                  |                  |                  |                  |                  |                  |                  |                  |
| 12.              | Pym's Lab |                  | 2:25             |                  |                  |                  |                  |                  |                  |
| 13.              | Antfiltration |                  | 1:20             |                  |                  |                  |                  |                  |                  |
| 14.              | Your Mom Died a Hero |                  | 2:03             |                  |                  |                  |                  |                  |                  |
| 15.              | Scott Surfs on Ants |                  | 1:11             |                  |                  |                  |                  |                  |                  |
| 16.              | The Water Main |                  |                  |                  |                  |                  |                  |                  |                  |
| 17.              | CrossTech Break-In |                  | 1:14             |                  |                  |                  |                  |                  |                  |
| 18.              | Into the Hornet's Nest |                  | 1:47             |                  |                  |                  |                  |                  |                  |
| 19.              | Become the Hero |                  | 1:52             |                  |                  |                  |                  |                  |                  |
| 20.              | Insecticide |                  | 2:51             |                  |                  |                  |                  |                  |                  |
| 21.              | A Center for Ants! |                  | 1:15             |                  |                  |                  |                  |                  |                  |
| 22.              | Cross Gets Cross |                  | 1:52             |                  |                  |                  |                  |                  |                  |
| 23.              | Fight of the Bumblebee |                  | 1:44             |                  |                  |                  |                  |                  |                  |
| 24.              | Ants on a Train |                  | 1:43             |                  |                  |                  |                  |                  |                  |
| 25.              | Small Sacrifice |                  | 3:36             |                  |                  |                  |                  |                  |                  |
| 26.              | About Damn Time |                  | 0:39             |                  |                  |                  |                  |                  |                  |
| 27.              | Tales to Astonish! |                  | 1:47             |                  |                  |                  |                  |                  |                  |
| 28.              | Borombon | Camilo Azuquita  | 2:49             |                  |                  |                  |                  |                  |                  |
| 29.              | Escape | Roy Ayers        | 2:14             |                  |                  |                  |                  |                  |                  |
| 30.              | I'm Ready | Commodores       | 3:20             |                  |                  |                  |                  |                  |                  |
| 31.              | Pink Gorilla | HLM              | 3:46             |                  |                  |                  |                  |                  |                  |
| 65:20            | |                  |                  |                  |                  |                  |                  |                  |                  |

## Accueil

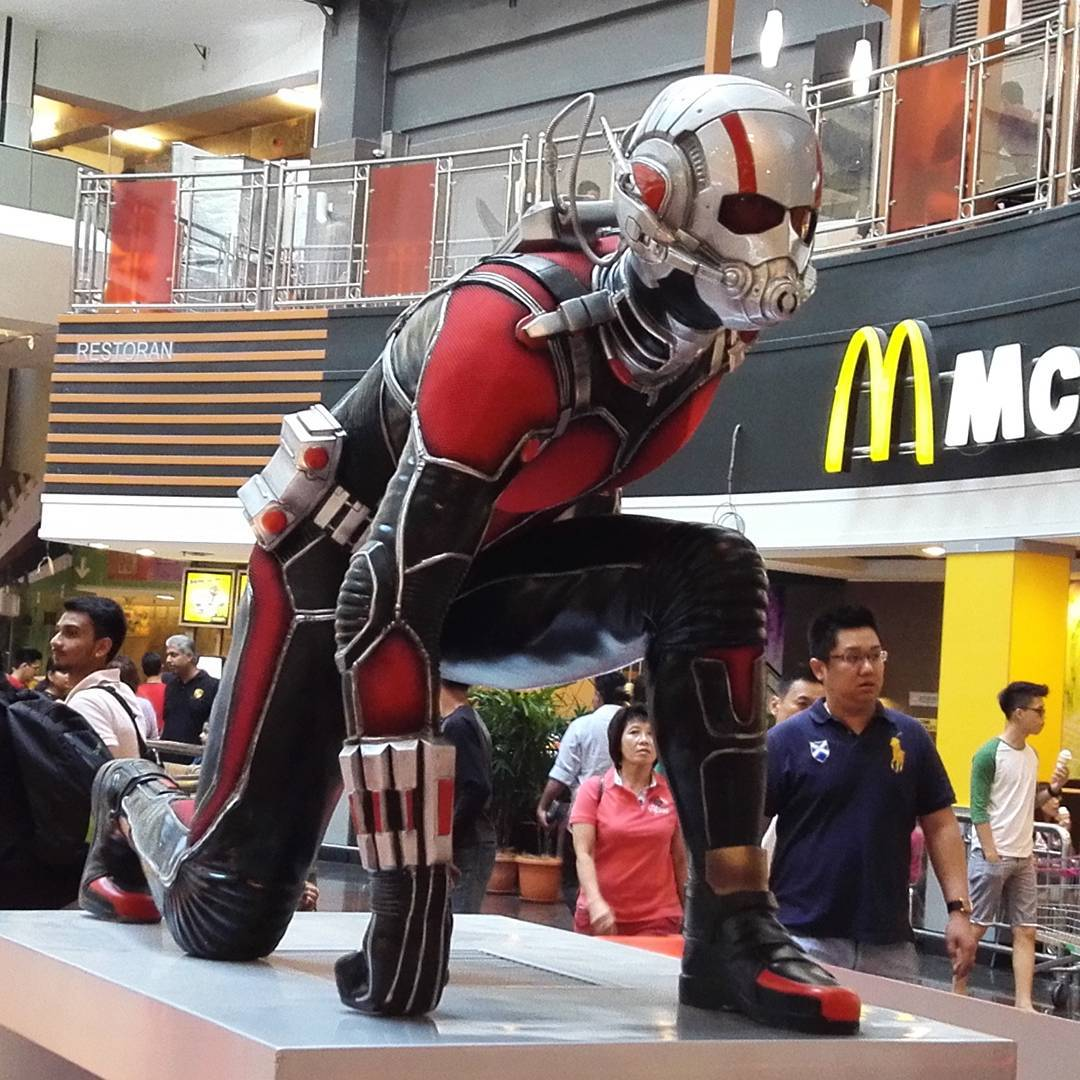
Statue promotionnelle d'Ant-Man.

### Promotion
Un premier teaser est présenté début janvier 2015 sur Internet en « version fourmi » : la vidéo a la particularité de mesurer seulement 100 pixels de large (environ 2,65 cm). Une version à « échelle humaine » est finalement dévoilée le 6 janvier 2015 lors de la diffusion d'un épisode d’Agent Carter sur ABC.
En France, Marvel organise une avant-première spéciale dans la ville de Fourmies dans le Nord, le 9 juillet 2015.

### Accueil critique
Ant-Man est bien reçu par la critique, que ce soit en France ou aux États-Unis. Le site Allociné propose une moyenne de 3,3⁄5 à partir de l'interprétation de 23 critiques de presse.
Le site d’agrégation de critiques Metacritic lui donne une note moyenne de 64⁄100 basée sur 44 critiques. Le site Rotten Tomatoes donne un taux d'approbation de 83 %, pour une moyenne de 6,8⁄10 et 325 critiques.

### Box-office
Le film connaît un démarrage en demi-teinte aux États-Unis lors de sa sortie en salles le 17 juillet 2015, amassant 57 millions de dollars de recettes lors de son premier week-end d'exploitation. Il s'agit du plus petit démarrage pour un film du MCU depuis L'Incroyable Hulk en 2008.
Toutefois, le film connait un très bon démarrage à l'étranger, devançant les scores des films Captain America: First Avenger et Thor.
En France, Ant-Man sort exceptionnellement un mardi, le 14 juillet 2015, et réalise un total de 1 762 459 entrées. Il devance ainsi les scores de L'Incroyable Hulk et Captain America: First Avenger, et réalise un nombre d'entrées similaire à celui de Thor.
Le 3 septembre 2015, le film sort en Corée du Sud et réalise un démarrage record de 9,2 millions de dollars. Il s'agit du meilleur démarrage dans ce pays pour un premier film solo du MCU depuis sa création.
Le dernier pays dans lequel sort Ant-Man est la Chine. Une nouvelle fois, il réalise un démarrage record : 42,7 millions de dollars en un seul week-end.
| Pays ou région    | Box-office         | Date d'arrêt du box-office | Nombre de semaines |
| ----------------- | ------------------ | -------------------------- | ------------------ |
| États-Unis Canada | 180 202 163 $      | 17 décembre 2015           | 22                 |
| France            | 1 762 459 entrées, | 6 octobre 2015             | 12                 |
| Total mondial     | 519 311 965 $      | 17 décembre 2015           | 22                 |

## Distinctions
Entre 2015 et 2016, le film Ant-Man a été sélectionné 38 fois dans diverses catégories et a remporté 4 récompenses,.

### Récompenses
- Saturn Awards 2016 : meilleur film adapté d'un comic

### Nominations
- Teen Choice Awards 2015 : 
  - Meilleur acteur de cinéma de l'été pour Paul Rudd
  - Meilleure actrice de cinéma de l'été pour Evangeline Lilly
- British Academy Film Awards 2016] : meilleurs effets visuels
- MTV Movie Awards 2016 : meilleur héros pour Paul Rudd
- Saturn Awards 2016 :
  - Meilleur réalisateur pour Peyton Reed
  - Meilleur acteur pour Paul Rudd
  - Meilleure actrice pour Evangeline Lilly
  - Meilleur acteur dans un second rôle pour Michael Douglas
  - Meilleur montage pour Dan Lebental et Colby Parker Jr.
- 21e cérémonie des Critics' Choice Movie Awards : meilleur acteur dans un film d'action pour Paul Rudd

## Analyse